# جنایت در یک صبح تابستانی
جنایت در یک صبح تابستانی (فرانسوی: Par un beau matin d'été‎) یک فیلم سینمایی فرانسوی در ژانر جنایی به کارگردانی ژاک دوره با بازی ژان-پل بلموندو محصول سال ۱۹۶۵ است. این فیلم بر اساس رمان یک صبح تابستانی نوشته شده توسط جیمز هادلی چیس ساخته شده‌است. 

## بازیگران
- ژان-پل بلموندو در نقش فرانسیس
- سوفی داومیر در نقش مونیک
- جرالدین چاپلین در نقش زلدا
- گابریله فرزتی در نقش ویک درمات
- ژرژ ژره در نقش زگتی
- آکیم تامیروف در نقش فرانک کرامر
- کلود سروال در نقش کبوتر لو
- آدولفو چلی در نقش ون ویلی
- ژاک مونود در نقش لوکاس
- ژرمن کرژان در نقش مادر. زگتی
- آنالیا گاد در نقش کنسولا درمات
- ژاک ایژلا در نقش لو موتور
- فلیکس فرناندس
- کارلوس کاساراویا